# Robsonomyia sciaraeformis
Robsonomyia sciaraeformis är en tvåvingeart som beskrevs av Toyohi Okada 1939. Robsonomyia sciaraeformis ingår i släktet Robsonomyia och familjen platthornsmyggor. Inga underarter finns listade i Catalogue of Life.